# George Weston Limited
George Weston Limited er en canadisk fødevarekoncern. De beskæftiger sig med forarbejdning, produktion, distribution og detailsalg. Virksomheden blev etableret af George Weston i 1882 og inkluderer i dag de to datterselskaber Weston Foods og Loblaw Companies Limited. Deres brands inkluderer President's Choice og Joe Fresh, samt bageribrands som Wonder, Country Harvest, D'Italiano, Ready Bake og Gadoua. Weston-familien ejer aktiemajoriteten i George Weston Limited.